# Peak Cavern
Peak Cavern – jaskinia krasowa w  południowo-zachodniej Wielkiej Brytanii, w Anglii, w Górach Pennińskich.